# Franco Udella
Franco Udella (Cagliari, 25 febbraio 1947) è un ex pugile italiano, campione del mondo WBC dei pesi minimosca nel 1975 e campione europeo dei mosca, dal 1974 al 1979.

## Carriera da dilettante
Franco Udella esordì a livello agonistico a diciotto anni; nel 1966 conquistò la medaglia d'oro al campionato italiano novizi, nella categoria pesi mosca.
L'anno successivo, dopo aver vinto due tornei preolimpici fu convocato per le Olimpiadi di Città del Messico, nella categoria di nuova istituzione dei minimosca. Perse tuttavia al primo turno con il messicano Alberto Morales, con un discutibile verdetto di 3-2. Dopo i giochi, preferì rimanere dilettante, rinviando il passaggio al professionismo.
Nel 1969 Udella vinse la medaglia d'argento ai campionati europei, sempre nei minimosca, sconfitto in finale dall'ungherese György Gedó, futura medaglia d'oro olimpica. Nei due anni successivi fu ancora campione italiano dilettanti, nei pesi mosca. Ai campionati europei di Madrid del 1971, nei pesi mosca ebbe la sfortuna di incontrare ancora una volta l'imbattibile ungherese Gedó, dal quale fu sconfitto al secondo turno.
Nel 1972, ai campionati italiani nella categoria dei mosca, si fratturò la mano destra e non fu idoneo combattere la finale; il titolo fu quindi assegnato a Franco Buglione, senza combattere. Successivamente Udella vinse le preolimpiadi a Napoli battendo anche Buglione e fu convocato anche per le Olimpiadi di Monaco 1972. Ai giochi, dopo essere stato ammesso al secondo turno, sconfisse il keniano Felix Maina con verdetto unanime ma perse al terzo turno ad opera del sovietico Boris Zoriktuyev, con il cartellino a suo favore di un solo giudice su cinque.
Ha disputato complessivamente 147 incontri da dilettante, con 140 vittorie, un pari e sei sconfitte ed indossato trentotto volte la maglia azzurra..

## Carriera da professionista
Passato professionista a 25 anni, nella scuderia di Umberto Branchini, combatté per tredici volte in due anni e il 20 luglio 1974 ebbe la chance per il titolo mondiale WBC dei pesi mosca, ma a Lignano Sabbiadoro fu sconfitto per KO alla decima ripresa dal campione venezuelano Betulio González. Appena 3 mesi dopo, nell'ottobre 1974, non si fece sfuggire la possibilità di laurearsi campione europeo, allora vacante, sconfiggendo a Milano lo spagnolo Pedro Molledo per KO al quinto round.
L'anno successivo, su pressione del suo manager Branchini, la WBC istituì anche tra i professionisti la categoria dei pesi minimosca e il 4 aprile 1975, a Milano, allo stadio di San Siro, Udella fu il primo pugile a laurearsi campione mondiale, battendo per squalifica il messicano Valentin Martinez, per un colpo proibito subito al dorsale. Pochi mesi dopo però il titolo mondiale gli venne sottratto a tavolino per non averlo messo in palio contro il venezuelano Luis Estaba, designato sfidante ufficiale dall'organizzazione internazionale.
Il 31 maggio 1975, a Zurigo, Udella difese il titolo europeo dei mosca contro lo svizzero Fritz Chervet, antico avversario di Atzori, un pugile che in precedenza aveva già rinunciato due volte alla cintura europea, per tentare vanamente la chance mondiale. Dopo sole due riprese i pugili furono entrambi squalificati per reciproche scorrettezze. Nella ripetizione dell'incontro, il 14 gennaio 1976, a Campione d'Italia, Udella seppe conservare il titolo, superando l'avversario ai punti in quindici riprese. Il 12 giugno, a Santa Teresa Gallura, respinse vittoriosamente l'assalto del campione italiano e suo corregionale Franco Sperati, battendolo per KO tecnico all'ottava ripresa.
Dopo solo un mese, nel luglio 1976, Udella ebbe l'occasione di combattere nuovamente per la corona mondiale dei minimosca, ma a Caracas fu duramente sconfitto per ferita alla terza ripresa da Luis Estaba che, nel frattempo, si era impossessato del titolo.
Archiviate le ambizioni mondiali nella categoria inferiore, il pugile sardo continuò a difendere con successo il titolo europeo dei pesi mosca. Sconfisse a Milano, il 10 giugno 1977, lo spagnolo Josè Cantero per KO alla quinta ripresa e il 26 ottobre, a Vigevano, batté il francese Nessim Zebelini, per KO tecnico alla nona. Il 23 dicembre dello stesso anno, a Cagliari, ai punti in quindici riprese, spense le speranze europee di Emilio Pireddu, un altro sardo che aveva scalzato Sperati dal titolo italiano.
Nel 1978, a soccombere sotto i punti del mosca cagliaritano fu la volta degli spagnoli Mariano Garcia, per KO tecnico alla sesta ripresa, il 26 maggio a Cagliari e Manuel Carrasco, ai punti in quindici riprese, il 15 novembre sul ring di Bellaria.
Il 1º maggio 1979, Udella accettò la vantaggiosa offerta di combattere a Londra contro l'astro nascente di casa, l'ancora imbattuto Charlie Magri, pur sapendo di salire sul ring senza i favori del pronostico. Nonostante una coraggiosa difesa, fu battuto 2-1 ai punti e perse il titolo dopo quattro anni e mezzo, dopo averlo difeso ben undici volte.
Dopo questa sconfitta Udella, ormai trentaduenne, non trovò più gli stimoli per ritornare sul ring e pose termine alla sua carriera.

## Palmarès

### Dilettanti
- 1966 - Campione italiano novizi
- 1967 - Campione preolimpionico dilettanti
- 1968 - Partecipazione alle Olimpiadi Città del Messico
- 1969 - Medaglia d'argento ai Campionati d'Europa
- 1970 - Campione italiano dilettanti
- 1971 - Campione italiano dilettanti
- 1972 - Partecipazione alle Olimpiadi di Monaco

### Professionisti
- 1975 Campione d'Europa pesi mosca e campione del mondo WBC pesi minimosca
- 1975-1976-1977-1978-1979 Campione d'Europa pesi mosca